# ياو أنتوي
ياو أنتوي (بالإنجليزية: Yaw Antwi)‏ (15 يونيو 1985 في غانا - ) هو لاعب كرة قدم غاني في مركز الهجوم. شارك مع منتخب غانا لكرة القدم. أما مع النوادي، فقد لعب مع تيموك زاييتشار ونابريداك كروشيفاتس ونادي فويفودينا ونادي بوفواكوا تانو ‏ وFK Inđija ‏ وليبرتي بروفشنالز ‏ ونادي ميتالاك وبيزانيا نوفي بلغراد ‏.

## روابط خارجية
- ياو أنتوي على موقع قاعدة بيانات كرة القدم.إي يو (الإنجليزية)
- ياو أنتوي على موقع ناشيونال فوتبول تيمز (الإنجليزية)